# Geissanthus bangii
Geissanthus bangii là một loài thực vật có hoa trong họ Anh thảo. Loài này được Rusby mô tả khoa học đầu tiên năm 1893.